# یوسوکه کاتاوکا
یوسوکه کاتاوکا (انگلیسی: Yōsuke Kataoka؛ زادهٔ ۲۶ مهٔ ۱۹۸۲) بازیکن فوتبال اهل ژاپن است.